# Rémy Vercoutre
Rémy Vercoutre (ur. 26 czerwca 1980 roku w Grande-Synthe) – francuski piłkarz występujący na pozycji bramkarza. 

## Kariera klubowa
Rémy Vercoutre zawodową karierę rozpoczynał w 1996 roku w Montpellier HSC. Pełnił tam rolę rezerwowego, a pierwszy występ zaliczył dopiero podczas sezonu 1998/1999. Dla Montpellier Francuz rozegrał łącznie 36 ligowych pojedynków, po czym podpisał kontrakt z Olympique Lyon. W nowej drużynie podstawowym bramkarzem był Grégory Coupet, dla którego Vercoutre był zmiennikiem. Sezon 2004/2005 wychowanek Montpellier spędził na wypożyczeniu w RC Strasbourg, gdzie także musiał pogodzić się z rolą rezerwowego.
W kolejnych rozgrywkach Vercoutre powrócił na Stade de Gerland. W 2007 roku Coupet doznał kontuzji, która wykluczyła go z gry na kilka miesięcy. Miejsce w bramce Lyonu zajął więc Vercoutre, który razem z zespołem "Les Gones" wywalczył piąty w swojej karierze tytuł mistrza kraju. Po zakończeniu rozgrywek 2007/2008 poinformowano, że Grégory Coupet najprawdopodobniej odejdzie z Lyonu. Działacze francuskiego klubu postanowili, że sprowadzą na jego miejsce innego golkipera, który zajmie miejsce w wyjściowej jedenastce. Zawodnikiem tym został Hugo Lloris i Vercoutre pełni obecnie rolę jego zmiennika.
10 czerwca 2014 roku podpisał kontrakt z SM Caen.
Latem 2018 podjął decyzję o zakończeniu kariery zawodowej.
| Sezon   | Klub                 | Kraj    | Rozgrywki  | Mecze | Bramki | Rozgrywki Europy   | Mecze | Bramki |
| ------- | -------------------- | ------- | ---------- | ----- | ------ | ------------------ | ----- | ------ |
| 1998/99 | Montpellier HSC      | Francja | Division 1 | 1     | 0      | -                  | -     | -      |
| 1999/00 | Montpellier HSC      | Francja | Division 2 | 0     | 0      | -                  | -     | -      |
| 2000/01 | Montpellier HSC      | Francja | Division 2 | 20    | 0      | -                  | -     | -      |
| 2001/02 | Montpellier HSC      | Francja | Division 1 | 15    | 0      | -                  | -     | -      |
| 2002/03 | Olympique Lyon       | Francja | Ligue 1    | 2     | 0      | Liga Mistrzów UEFA | 0     | 0      |
| 2003/04 | Olympique Lyon       | Francja | Ligue 1    | 2     | 0      | Liga Mistrzów UEFA | 1     | 0      |
| 2004/05 | RC Strasbourg (wyp.) | Francja | Ligue 2    | 5     | 0      | -                  | -     | -      |
| 2005/06 | Olympique Lyon       | Francja | Ligue 1    | 2     | 0      | Liga Mistrzów UEFA | 1     | 0      |
| 2006/07 | Olympique Lyon       | Francja | Ligue 1    | 5     | 0      | Liga Mistrzów UEFA | 1     | 0      |
| 2007/08 | Olympique Lyon       | Francja | Ligue 1    | 19    | 0      | Liga Mistrzów UEFA | 6     | 0      |
| 2008/09 | Olympique Lyon       | Francja | Ligue 1    | 3     | 0      | Liga Mistrzów UEFA | 0     | 0      |
| 2009/10 | Olympique Lyon       | Francja | Ligue 1    | 2     | 0      | Liga Mistrzów UEFA | 0     | 0      |
| 2010/11 | Olympique Lyon       | Francja | Ligue 1    | 2     | 0      | Liga Mistrzów UEFA | 0     | 0      |
| 2011/12 | Olympique Lyon       | Francja | Ligue 1    | 3     | 0      | Liga Mistrzów UEFA | 0     | 0      |
| 2012/13 | Olympique Lyon       | Francja | Ligue 1    | 31    | 0      | Liga Europy UEFA   | 7     | 0      |
| 2013/14 | Olympique Lyon       | Francja | Ligue 1    | 5     | 0      | Liga Europy UEFA   | 2     | 0      |
| 2014/15 | SM Caen              | Francja | Ligue 1    | 38    | 0      | -                  | -     | -      |
| 2015/16 | SM Caen              | Francja | Ligue 1    | 38    | 0      | -                  | -     | -      |
| 2016/17 | SM Caen              | Francja | Ligue 1    | 34    | 0      | -                  | -     | -      |
| 2017/18 | SM Caen              | Francja | Ligue 1    | 35    | 0      | -                  | -     | -      |

## Kariera reprezentacyjna
Vercoutre ma za sobą występy w młodzieżowych reprezentacjach Francji. Grał dla drużyn do lat 15 oraz 16, był także członkiem zespołu reprezentacji do lat 21. Razem z nią wywalczył srebrny medal Mistrzostwach Europy U-21 2002. Na turnieju był rezerwowym dla Mickaëla Landreau.